# Umbrinosphaeria
Umbrinosphaeria — рід грибів. Назва вперше опублікована 1999 року.

## Класифікація
До роду Umbrinosphaeria відносять 1 вид:
- Umbrinosphaeria caesariata